# Auguste Escoffier
Georges Auguste Escoffier (Villeneuve-Loubet, 28 ottobre 1846 – Monte Carlo, 12 febbraio 1935) è stato un cuoco francese autore anche di vari libri di gastronomia.

## Biografia
Iniziò a lavorare a 13 anni come apprendista nella trattoria di uno zio a Nizza, dove apprese le basi del mestiere di ristoratore: il servizio, gli acquisti, la cucina. Nel 1865, a 19 anni, lavorò a Parigi al Petit Moulin Rouge. Nel 1870 durante la guerra franco-prussiana, fu capocuoco al Quartier generale dell'Armata del Reno e divenne il cuoco del generale Mac Mahon, fatto prigioniero a Sedan nel 1870. Da questa esperienza nacquero le Mémoires d'un cuisinier de l'Armée du Rhin (Memorie di un cuoco dell'Armata del Reno).
Dopo la sconfitta nella battaglia di Sedan e la conseguente prigionia di Napoleone III, Parigi non era il posto migliore per un cuoco di lusso ed Escoffier tornò a Nizza per una stagione. Nel 1873, passata la Comune, si trasferì nuovamente a Parigi e tornò al Petit Moulin Rouge, questa volta come capocuoco. Si trattava di un locale di gran moda, frequentato fra gli altri da Gambetta, dal Principe di Galles, da Sarah Bernhardt, oltre che dal suo ex comandante Mac Mahon. Nel 1876, a 30 anni, aprì Le Faisan Doré, il suo primo ristorante a Cannes, senza per questo abbandonare i clienti di Parigi e dirigendo, come gestore o capocuoco, vari ristoranti. Nel 1880 assunse la direzione del Grand Hotel di Monaco, diretto da César Ritz e iniziò così una straordinaria carriera che lo vide impegnato al Savoy di Londra, al Ritz di Parigi e ancora al Carlton Hotel di Londra. Nelle cucine in cui operò ebbe modo di addestrare un'intera generazione di futuri grandi cuochi. Creò alcuni piatti, quali la pesca Melba e le cosce di rana dette "Nimphes a l'aurore".
Nel 1884 fondò la rivista L'Art Culinaire, che viene ancora pubblicata con il nome La Revue culinaire, e nel 1885 pubblicò Fleurs en cire (Fiori di cera). Soprattutto iniziò la collaborazione con César Ritz, fondatore dell'omonima catena internazionale di alberghi di lusso, collaborazione che sarebbe rimasta una delle pietre miliari della fama di entrambi e un'icona della Belle époque. Fino al 1888 gestirono insieme la stagione invernale al Grand Hôtel di Monte Carlo e quella estiva al Grand National di Lucerna.
Nel 1890 Escoffier assunse la direzione delle cucine del Savoy di Londra, diretto da Ritz, che nel 1906 avrebbe fondato il Ritz di Londra, centro della mondanità internazionale dell'epoca. Quando Ritz abbandonò il Savoy per fondare, con gran successo, il proprio Hôtel, in Place Vendôme a Parigi, Escoffier lo seguì, come fece la clientela di lusso. Successivamente tornò a Londra come maître del Carlton, che Ritz aveva acquisito, e vi rimase fino al 1920.
A fianco di Ritz, Escoffier era diventato anche un organizzatore di servizi di ristorazione, oltre che un grande propugnatore della cucina francese nel mondo e della sua più alta specializzazione, quella del saucier. Organizzò così il servizio ristorante dell'Hamburg Amerika Lines (compagnia di navigazione tedesca), il Ritz di New York e anche i Dîner d'Épicure sulla scia della nuova rivista Le Carnet d'Epicure, pubblicata tra il 1911 e il 1914. - I  Dîner d'Épicure erano pranzi dimostrativi della migliore cucina francese celebrati in tutta Europa, si tenevano contemporaneamente in diverse città sulla base di un menu elaborato da Escoffier. Nel 1914 le città interessate furono 147. Tra i tanti collaboratori ebbero rilievo i maître internazionali Luigi Carnacina e Aldo Luigi Guazzoni, che collaborò negli ultimi anni del maestro.
Escoffier, "Cuoco dei re, re dei cuochi", fu decorato della Legion d'Onore nel 1920 e nominato ufficiale nel 1928. Morì a Monte Carlo a quasi novant'anni, quindici giorni dopo la moglie. Fu un creativo e un innovatore, autore di ricette conosciute in tutto il mondo, fra cui la celeberrima pesca Melba, dedicata alla cantante lirica australiana Nellie Melba. Sosteneva che l'arte culinaria dovesse essere praticata con semplicità, valorizzando sapore e nutrimento dei cibi.

## Curiosità
- Il futuro politico del Vietnam Hồ Chí Minh lavorò per lui come aiuto-pasticciere.

## Opere
- Mémoires d'un cuisinier de l'Armée du Rhin, 1883.
- Le Guide culinaire. Aide-mémoire de cuisine pratique. Avec la collaboration de Messieurs Philéas Gilbert et Émile Fétu, (Escoffier s'y réfère à Antonin Carême, Urbain Dubois et Émile Bernard : pour les apprentis et les chefs), Flammarion, Paris, 1902; II ed. 1907; III ed. 1912; IV ed. 1921.
  - Guida alla Grande Cucina. Il maestro della cucina classica, con la collaborazione di Philéas Gilbert e Émile Fetu, trad. di Stefania Angarano, Saverio Fossati, Andrea Lawendel, Luciano Martinengo, Collana Cucina 12, Franco Muzzio Editore, Padova, 1990-2001, pp. 1157, ISBN 88-7021-512-1; Prefazione di Gualtiero Marchesi, a cura di Marco Guarnaschelli Gotti, Orme, 2012; Tarka, 2016, ISBN 978-88-998-9866-3.
  -  Guida alla cucina. Promemoria per cucinare ad arte, traduzione di Lara Pollero, Firenze, Giunti, 2020, ISBN 978-88-098-9668-0. - Prefazione di Niko Morito, Giunti, 2024.
- Il libro dei menù (Le livre des menus: complément indispensable du "Guide culinaire", avec la collaboration de MM. Philéas Gilbert et Émile Fétu, 1912), a cura di Massimo Alberini, Collana Extra, Milano, Serra e Riva, 1983.
- Le riz. L'aliment, le meilleur, le plus nutritif. 1200 recettes pour l'accomoder, Paris, Flammarion, 1927.
- La morue. La vie à bon marché. 82 recettes pour l'accomoder, Paris, Flammarion, 1934.
- Ma cuisine. 2500 recettes, 1934.
  - La mia cucina, 2500 ricette, traduzione di Elsa Marotta, Prefazione di Massimo Alberini, Tommaso Marotta Editore, Napoli, 1984, p. 584.
  - Il grande libro della cucina francese, edizione integrale, Roma, Newton Compton, 1996-2001, pp. 637.
- Ricordi inediti (Souvenirs inedits, 1985), trad. M. Fumagalli, a cura di A. Capatti, Collana asSaggi, Bra, Slow Food, 1999-2009, pp. 158.